# سارا سوفی بوسنینا
سارا سوفی بوسنینا (انگلیسی: Sarah-Sofie Boussnina؛ زادهٔ ۲۸ دسامبر ۱۹۹۰) بازیگر اهل دانمارک است.
از فیلم‌ها یا برنامه‌های تلویزیونی که وی در آن نقش داشته‌است می‌توان به کشتار، پل، غایب، سقوط شوالیه (مجموعه تلویزیونی) و مریم مجدلیه (فیلم ۲۰۱۸) اشاره کرد.